# 1099 км (Самарская область)
1099 км — железнодорожная казарма (населённый пункт) в Челно-Вершинском районе Самарской области России. Входит в состав сельского поселения Челно-Вершины.

## География
Находится в северной части области, в пределах Высокого Заволжья, в лесостепной зоне, при железнодорожной линии Ульяновск — Бугульма, к югу от села Челно-Вершины, административного центра района. Абсолютная высота — 153 м над уровнем моря.

### Климат
Климат характеризуется как умеренно континентальный, с холодной малоснежной зимой и жарким сухим летом. Среднегодовая температура воздуха — 3,4 °С. Средняя температура воздуха самого тёплого месяца (июля) — 19,4 °C (абсолютный максимум — 42 °C); самого холодного (января) — −13 °C (абсолютный минимум — −47 °C). Среднегодовое количество атмосферных осадков составляет 498 мм, из которых 339 мм выпадает в период с апреля по октябрь. Снежный покров держится в течение 151 дня.

### Часовой пояс
Железнодорожная казарма 1099 км, как и вся Самарская область, находится в часовой зоне МСК+1. Смещение применяемого времени относительно UTC составляет +4:00.

## История
Населённый пункт появился при строительстве железной дороги. В селении жили семьи тех, кто обслуживал железнодорожную инфраструктуру.

## Население
| 2010 |
| ---- |
| 15   |

### Гендерный состав
По данным Всероссийской переписи населения 2010 года, в гендерной структуре населения мужчины составляли 40 %, женщины — соответственно 60 %.

### Национальный состав
Согласно результатам переписи 2002 года, в национальной структуре населения русские составляли 67 % из 27 чел., чуваши — 29 %.

## Инфраструктура
Путевое хозяйство Куйбышевской железной дороги.